# 琅玡
琅玡，古代写作琅ㄌㄤˊ邪ㄧㄝˊ「琅琊」，拼音：，注音：，南京官话：，粤拼：，中古擬音：lang jya，切，音同「狼爺」 ，上古汉语拟音：/*raːŋ *ɣlaː/，亦作琅琊、琅瑘、瑯琊等，山东古地名，曾为琅玡国、琅玡郡，范围在山东省临沂市一带。山东省青岛市黄岛区也有琅琊镇。安徽省滁州市因琅琊山而设琅琊区。

## 古琅玡
为齐国设有的琅玡邑，在当今青岛市黄岛区。此后，琅玡郡国迁至其今山东省西南的临沂市。

## 琅玡郡（国）
传说秦始皇灭六国后曾在琅玡（原齐国地）东望蓬莱仙岛，后来为了长生不老让徐福在此起航东渡求长生不老之药而一去不复返。
秦置琅玡郡，治所在琅玡县，郡的范围包括山东半岛东南部。曾建琅琊台。西汉其治所迁移到东武（今潍坊市诸城市）。东汉称琅玡国，治所进一步西移到开阳（今临沂市范围）。西晋、隋朝时均保留，治所也始终在今天临沂范围。唐代时废除，郡地改称沂州，琅玡之名继而消失。
三國名相诸葛亮的故鄉琅玡阳都，就是今天的临沂市沂南县。

## 其它
历史上另有一处琅玡在东晋首都建康（今江苏省南京市）附近，因东晋的开国皇帝元帝司马睿任琅玡王期间曾于此避难而得名。这处琅玡山现在是安徽省滁州市境内的风景区。